# Лима Перейра, Антониу Жозе
Антониу Жозе Лима Перейра (1 февраля 1952 — 22 января 2022) — португальский футболист, игравший на позиции центрального защитника.

## Биография
Лима Перейра родился в Повуа-ди-Варзин и начал профессиональную карьеру в клубе из родного города «Варзин». Его младшие братья Антониу (1966 г. р.) и Паулу (1967 г. р.) также начинали карьеру в «Варзине». Позже в этом же клубе играл племянник Лимы Перейры, Тьягу. Лима Перейра дебютировал в высшей лиге в сезоне 1976/77 в возрасте 24 лет. Два года спустя он подписал контракт с «Порту», где провёл 11 сезонов.
Лима Перейра провёл 265 игр во всех турнирах за «драконов», выиграл четыре национальных чемпионата, два кубка и четыре Суперкубка. Он также дошёл до финала Кубка обладателей кубков 1983/84, когда его команда проиграла «Ювентусу» со счётом 2:1. В возрасте 34-35 лет он также участвовал в победной кампании команды в Кубке европейских чемпионов 1986/87, но не сыграл в финале против мюнхенской «Баварии» из-за травмы.
В 1989 году Лима Перейра покинул «Порту» и подписал контракт с командой «Мая» из второй лиги, завершив карьеру после двух сезонов в возрасте 39 лет.
Лима Перейра сыграл 20 матчей за сборную Португалии, первый из которых — в 1981 году, в возрасте 29 лет. Он был участником Евро-1984 во Франции и помог своей команде дойти до полуфинала, где Португалия уступила хозяевам турнира по итогам экстра-таймов (3:2).
22 января 2022 года Лима Перейра умер в возрасте 69 лет.